# Mozart: 3. szimfónia
A 3. (Esz-dúr) szimfónia, K. 18 egykoron Wolfgang Amadeus Mozart nevéhez fűződött, azonban napjainkban már Carl Friedrich Abel német zeneszerző művének tekintik. Ezen félreértés azért történhetett, mert Mozart kézírásával találták meg, majd adták ki a művet, utólag viszont kiderült, hogy valójában ez Abel műve, Mozart pedig nyilvánvalóan tanulási célokra másolta le az 1764-es londoni látogatásakor, azonban a másolat különbözik az eredetitől, mivel az oboa klarinétekre lett cserélve. Az elsődleges verzió Abel hat szimfóniájában (Op. 7) található.
A mű három tételből áll:
1. Allegro molto (Esz-dúr, 4/4)
2. Andante (c-moll, 2/4)
3. Presto (Esz-dúr, 3/8)

## Hangszerelés
Mozart 3. szimfóniája a következő hangszerekre lett írva: két klarinétre, két esz-re hangolt kürtre, fagottra, két hegedűre, egy brácsára, egy csellóra és egy nagybőgőre.

## Fordítás
- Ez a szócikk részben vagy egészben  a   Symphony No. 3 (Mozart) című angol Wikipédia-szócikk fordításán alapul.  Az eredeti cikk szerkesztőit annak laptörténete sorolja fel. Ez a jelzés csupán a megfogalmazás eredetét és a szerzői jogokat jelzi, nem szolgál a cikkben szereplő információk forrásmegjelöléseként.
- Ez a szócikk részben vagy egészben  a(z)   3. Sinfonie (Mozart) című német Wikipédia-szócikk fordításán alapul.  Az eredeti cikk szerkesztőit annak laptörténete sorolja fel. Ez a jelzés csupán a megfogalmazás eredetét és a szerzői jogokat jelzi, nem szolgál a cikkben szereplő információk forrásmegjelöléseként.